# Allen Peter
Allen Peter (ur. 11 września 1995) – piłkarz z Wysp Salomona grający na pozycji pomocnika w klubie Rewa FC oraz reprezentacji Wysp Salomona. Uczestnik Pucharu Narodów Oceanii 2024.

## Kariera reprezentacyjna
| Mecze i gole w reprezentacji | Mecze i gole w reprezentacji | Mecze i gole w reprezentacji | Mecze i gole w reprezentacji | Mecze i gole w reprezentacji | Mecze i gole w reprezentacji | Mecze i gole w reprezentacji | Mecze i gole w reprezentacji     |
| Wyspy Salomona U-20          | Wyspy Salomona U-20          | Wyspy Salomona U-20          | Wyspy Salomona U-20          | Wyspy Salomona U-20          | Wyspy Salomona U-20          | Wyspy Salomona U-20          | Wyspy Salomona U-20              |
| Lp.                          | Data                         | Miejsce                      | Gospodarz                    | Gość                         | Wynik                        | Gol                          | Rozgrywki                        |
| ---------------------------- | ---------------------------- | ---------------------------- | ---------------------------- | ---------------------------- | ---------------------------- | ---------------------------- | -------------------------------- |
| 1.                           | 23.05.2014                   | Suva                         | Papua-Nowa Gwinea U-20       | Wyspy Salomona U-20          | 2:0                          |                              | Puchar Narodów Oceanii U-20 2014 |
| 2.                           | 25.05.2014                   | Suva                         | Vanuatu U-20                 | Wyspy Salomona U-20          | 0:0                          |                              | Puchar Narodów Oceanii U-20 2014 |
| 3.                           | 27.05.2014                   | Suva                         | Nowa Kaledonia U-20          | Wyspy Salomona U-20          | 3:1                          |                              | Puchar Narodów Oceanii U-20 2014 |
| 4.                           | 29.05.2014                   | Suva                         | Samoa Amerykańskie U-20      | Wyspy Salomona U-20          | 0:5                          |                              | Puchar Narodów Oceanii U-20 2014 |
| 5.                           | 31.05.2014                   | Suva                         | Fidżi U-20                   | Wyspy Salomona U-20          | 2:1                          |                              | Puchar Narodów Oceanii U-20 2014 |
| Wyspy Salomona U-23          |                              |                              |                              |                              |                              |                              |                                  |
| Lp.                          | Data                         | Miejsce                      | Gospodarz                    | Gość                         | Wynik                        | Gol                          | Rozgrywki                        |
| 1.                           | 03.07.2015                   | Port Moresby                 | Nowa Zelandia U-23           | Wyspy Salomona U-23          | 2:0                          |                              | Puchar Narodów Oceanii U-23 2015 |
| 2.                           | 05.07.2015                   | Port Moresby                 | Nowa Kaledonia U-23          | Wyspy Salomona U-23          | 1:0                          |                              | Puchar Narodów Oceanii U-23 2015 |
| 3.                           | 07.07.2015                   | Port Moresby                 | Papua-Nowa Gwinea U-23       | Wyspy Salomona U-23          | 2:1                          |                              | Puchar Narodów Oceanii U-23 2015 |
| Wyspy Salomona               |                              |                              |                              |                              |                              |                              |                                  |
| Lp.                          | Data                         | Miejsce                      | Gospodarz                    | Gość                         | Wynik                        | Gol                          | Rozgrywki                        |
| 1.                           | 24.03.2016                   | Honiara                      | Wyspy Salomona               | Papua-Nowa Gwinea            | 1:1                          |                              | Mecz towarzyski                  |
| 2.                           | 29.08.2018                   | Taipa                        | Makau                        | Wyspy Salomona               | 1:4                          |                              | Mecz towarzyski                  |
| 3.                           | 05.09.2018                   | Suva                         | Fidżi                        | Wyspy Salomona               | 1:1                          |                              | Mecz towarzyski                  |
| 4.                           | 18.03.2019                   | Honiara                      | Wyspy Salomona               | Vanuatu                      | 3:1                          |                              | Mecz towarzyski                  |
| 5.                           | 24.03.2019                   | Tajpej                       | Chińskie Tajpej              | Wyspy Salomona               | 0:1                          |                              | Mecz towarzyski                  |
| 6.                           | 08.06.2019                   | Kallang                      | Singapur                     | Wyspy Salomona               | 4:3                          |                              | Mecz towarzyski                  |
| 7.                           | 10.07.2019                   | Apia                         | Nowa Kaledonia               | Wyspy Salomona               | 2:0                          |                              | Igrzyska Pacyfiku 2019           |
| 8.                           | 11.07.2019                   | Apia                         | Tahiti                       | Wyspy Salomona               | 3:0                          |                              | Igrzyska Pacyfiku 2019           |
| 9.                           | 15.07.2019                   | Apia                         | Samoa Amerykańskie           | Wyspy Salomona               | 0:13                         |                              | Igrzyska Pacyfiku 2019           |
| 10.                          | 18.07.2019                   | Apia                         | Fidżi                        | Wyspy Salomona               | 4:4                          |                              | Igrzyska Pacyfiku 2019           |